# Bill George
Pro Football Hall of Fame 1974
(en) Statistiques sur pro-football-reference
William J. George plus connu sous le nom de Bill George (né le 27 octobre 1929 à Waynesburg et mort le 30 septembre 1982) est un joueur américain de football américain.

## Carrière

### Université
Bill naît à Waynesburg au sud de Pittsburgh. Il entre à l'université de Wake Forest où il joue avec l'équipe de l'université les Demon Deacons. Il est sélectionné lors du second tour du draft de 1951 au 23e choix par les Bears de Chicago. Il commence sa carrière professionnelle à la NFL lors de la saison 1952 où il récupère trois fumbles.

### Professionnel
Il explose lors de la saison 1954 lors de laquelle il intercepte deux ballons et marque 25 points à lui tout seul, lui permettant de jouer son premier Pro Bowl qui sera le premier d'une longue série de huit sélections consécutives. Il est aussi le créateur lors de cette saison, sans le vouloir, de la défense à 4-3 (quatre linemen et trois linebacker). George continue d'être un défenseur efficace dans la défense des Bears, interceptant deux autres ballons en 1955 et 1956.
George est régulier dans ses performances et réalise à partir de la saison 1958 au moins une interception par saison (excepté les deux dernières de sa carrière). Avec le Pro Bowl, George aligne les sélections dans la first-team all-pro (équipe-type de la NFL par saison) à huit reprises.
En 1963, il met un point d'honneur à sa carrière en remportant le titre de champion de la NFL avec les Bears de Chicago. Après ce titre, George commence à devenir rare dans les matchs des Bears avec huit matchs en 1964 et deux matchs en 1965. Il quitte donc la franchise de Chicago pour les Rams de Los Angeles, terminant sa carrière avec deux récupérations de fumble.
Le 30 septembre 1982, il meurt dans un accident de la route sur une route de l'Illinois.

## Pro Football Hall of Fame
Huit ans après s'être retiré des terrains, George est élu au Pro Football Hall of Fame et les Bears retire le numéro #61 de leur effectif.

## Statistiques
Dans sa carrière à la NFL, il a fait dix-huit interceptions (1,2 par saison) et a récupéré dix-neuf fumbles en quinze saisons dans l'élite du football américain.